# Carla del Ponteová
Carla del Ponteová (* 9. února 1947 Lugano) je švýcarská právnička, diplomatka a soudkyně. Do konce roku 2007 byla hlavní žalobkyní Mezinárodního trestního tribunálu pro bývalou Jugoslávii (ICTY), v letech 2008 až 2011 byla švýcarskou velvyslankyní v Argentině.